# Abteikirche Tholey

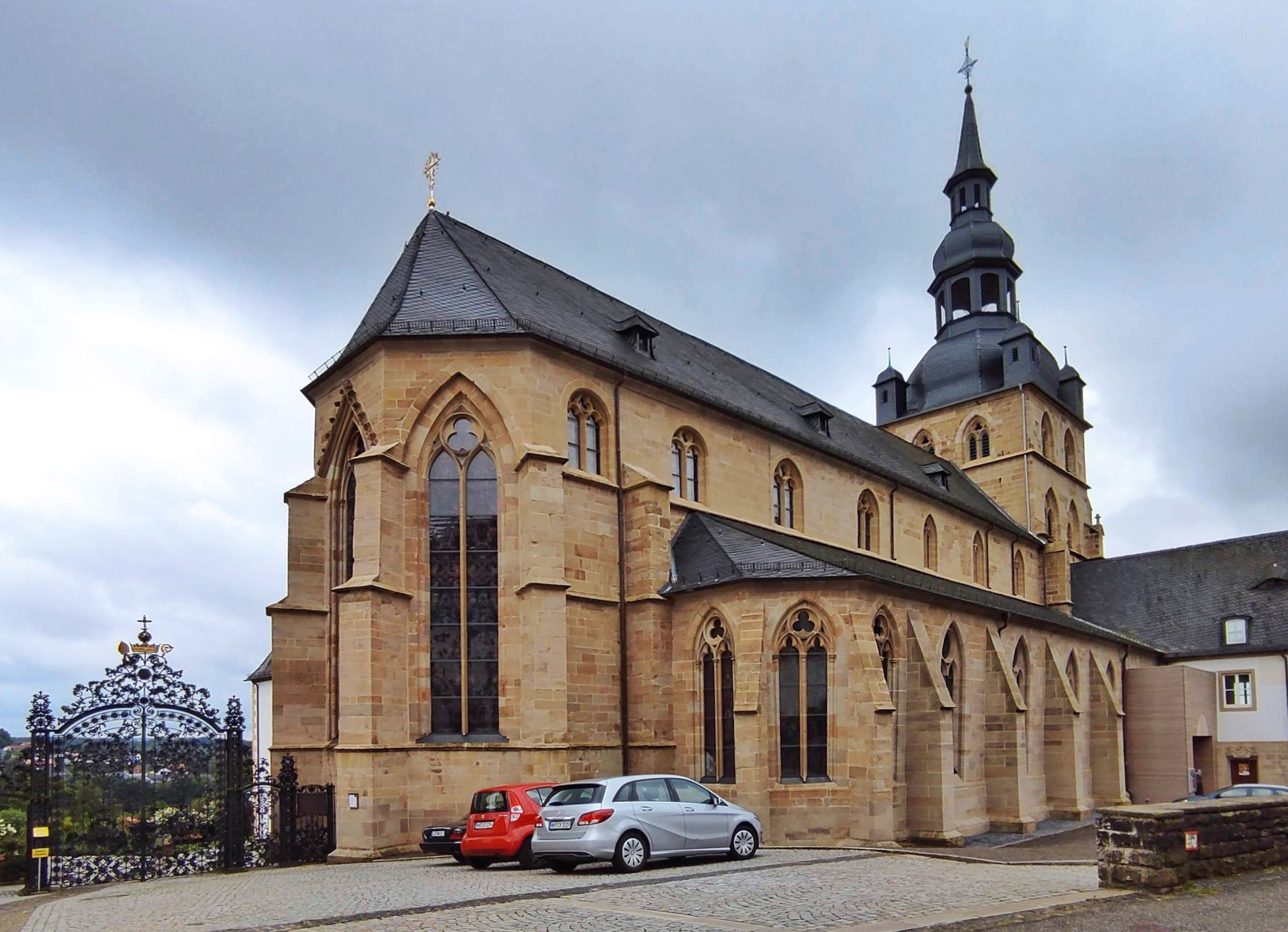
Basilika von Nordosten

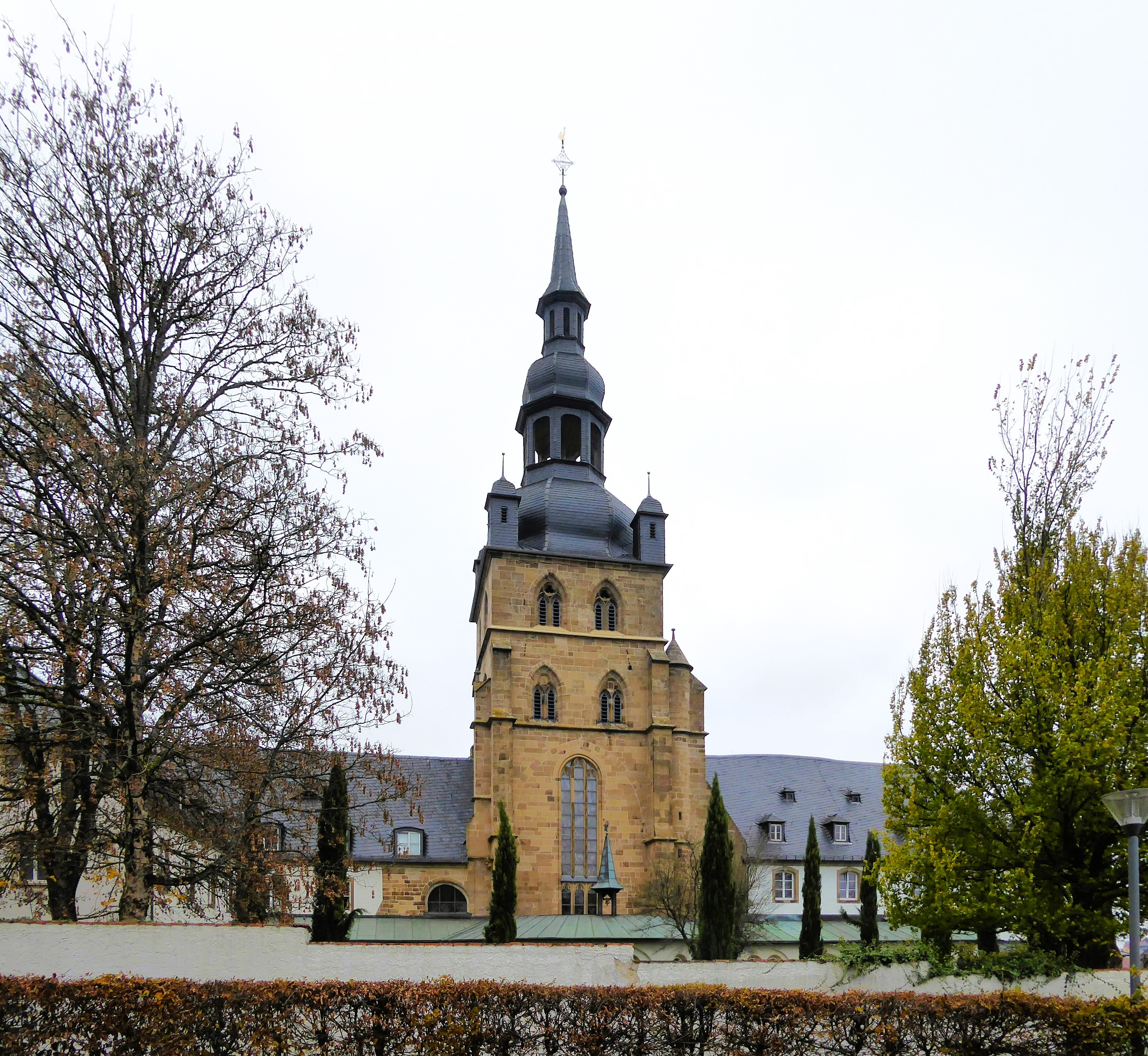
Turm von Westen

Die  römisch-katholische Abteikirche St. Mauritius der Benediktinerabtei Tholey, seit 1806 Pfarrkirche des Ortes Tholey, seit 1950 außerdem wieder Abteikirche, entstand in ihrer heutigen Form nach dem Brand des im 11. Jahrhundert begonnenen Vorgängerbaues, von dem wohl auch Teile des Mauerwerks übernommen wurden. Eine frühe Vorgängerkirche, errichtet als Eigenkirche, war schon 634 von ihrem Bauherren dem Bischof von Verdun vermacht worden. Ob das Kloster bei der Kirche im 8. oder 9. Jahrhundert gegründet wurde, ist ungeklärt.
In einer päpstlichen Urkunde aus dem Jahr 1246 ist der Bau der Kirche und der vorangegangene Brand erwähnt. Über den Abt Hugo, der von 1264 bis 1277 oder 1280 amtierte, berichtet die Klosterchronik, er habe das Kloster völlig wiederaufgebaut. Damit dürfte auch die Klosterkirche vor seinem Tode vollendet worden sein.

## Stellung in der Architekturgeschichte

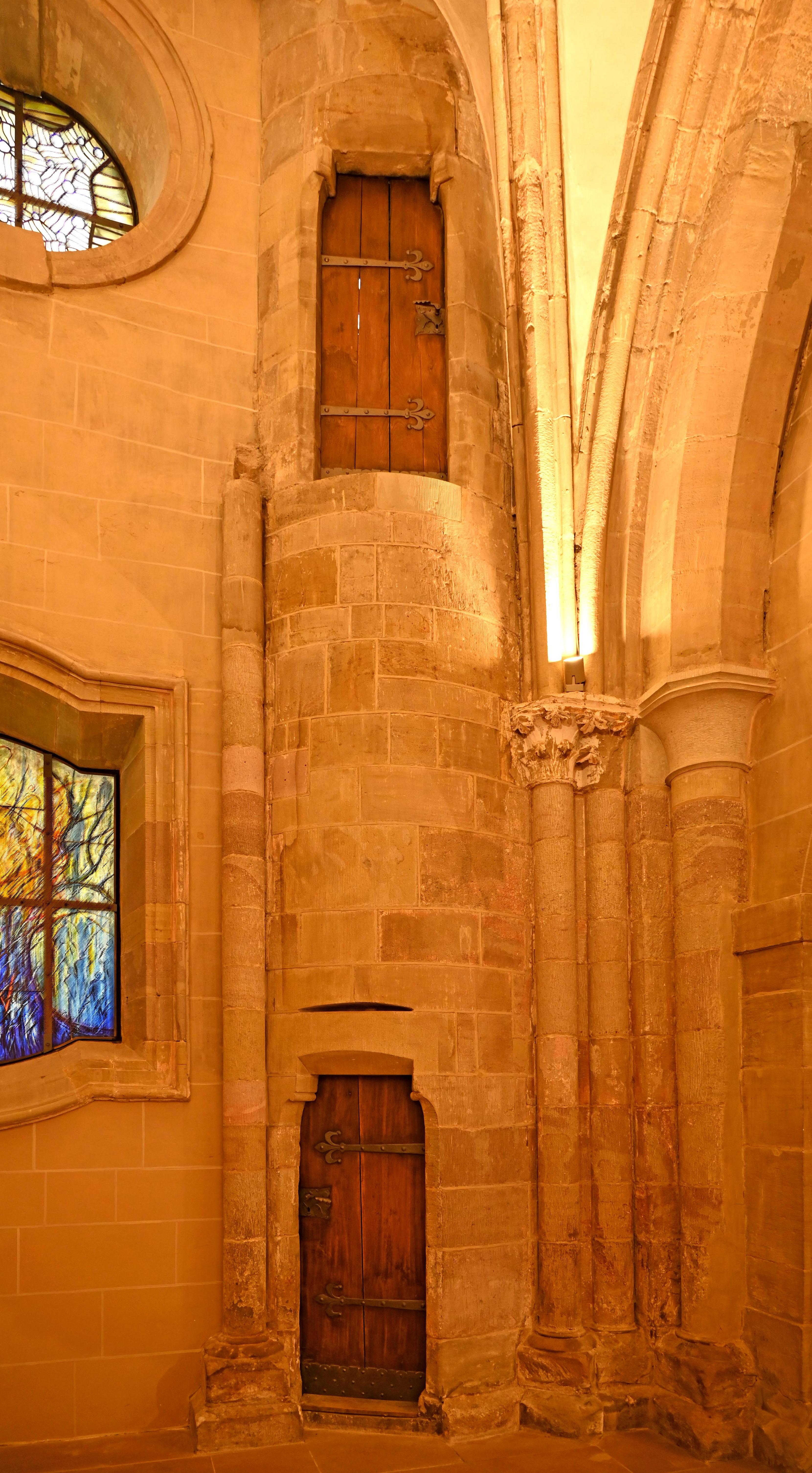
Ein Kapitell „französisch“, eines (wie die meisten) schlicht

Die querhauslose dreischiffige gotische Basilika entstand also im mittleren Drittel des 13. Jahrhunderts.
Trotz ihrer schon hochgotischen Fenstermaßwerke gehört sie damit zu den frühen aber nicht den ersten Werken der Gotik in Deutschland. Zum Vergleich: Der gotische Umbau des Limburger Doms begann vor 1190 und war 1230 weitgehend abgeschlossen. Das Dekagon von St. Gereon in Köln entstand zwischen 1219 und 1227, die östlichen Teile des Magdeburger Doms von 1207 bis 1266.

## Vorgängerbauten
Der erste rechteckige Kirchenbau des fränkischen Adeligen Adalgisel Grimo wurde Anfang des 7. Jahrhunderts in den Resten einer römischen Badeanlage errichtet. Da sich jeder Neubau der Klosterkirche im Verlauf der Jahrhunderte an der Ursprungsausrichtung der römischen Badeanlage orientierte, weicht die heutige Kirche von einer exakten Ostung um 28° nach Nordosten ab.
Um das Jahr 750 wurde die Kirche durch eine rechteckige Choranlage erweitert. Nach dem Jahr 1066 wurde die Klosterkirche unter Einbeziehung der Grablege des als Märtyrer verehrten Trierer Bischofs Kuno von Pfullingen unter dem Sakramentsaltar zu einem dreischiffigen Rechteck erweitert. In den Jahren 1216 bis 1230 wurde dieser Bau zum Schutz vor Bränden eingewölbt. Dennoch fiel die Kirche bereits im Jahr 1230 mitsamt den Klostergebäuden einem Großbrand zum Opfer.

## Gotische Basilika

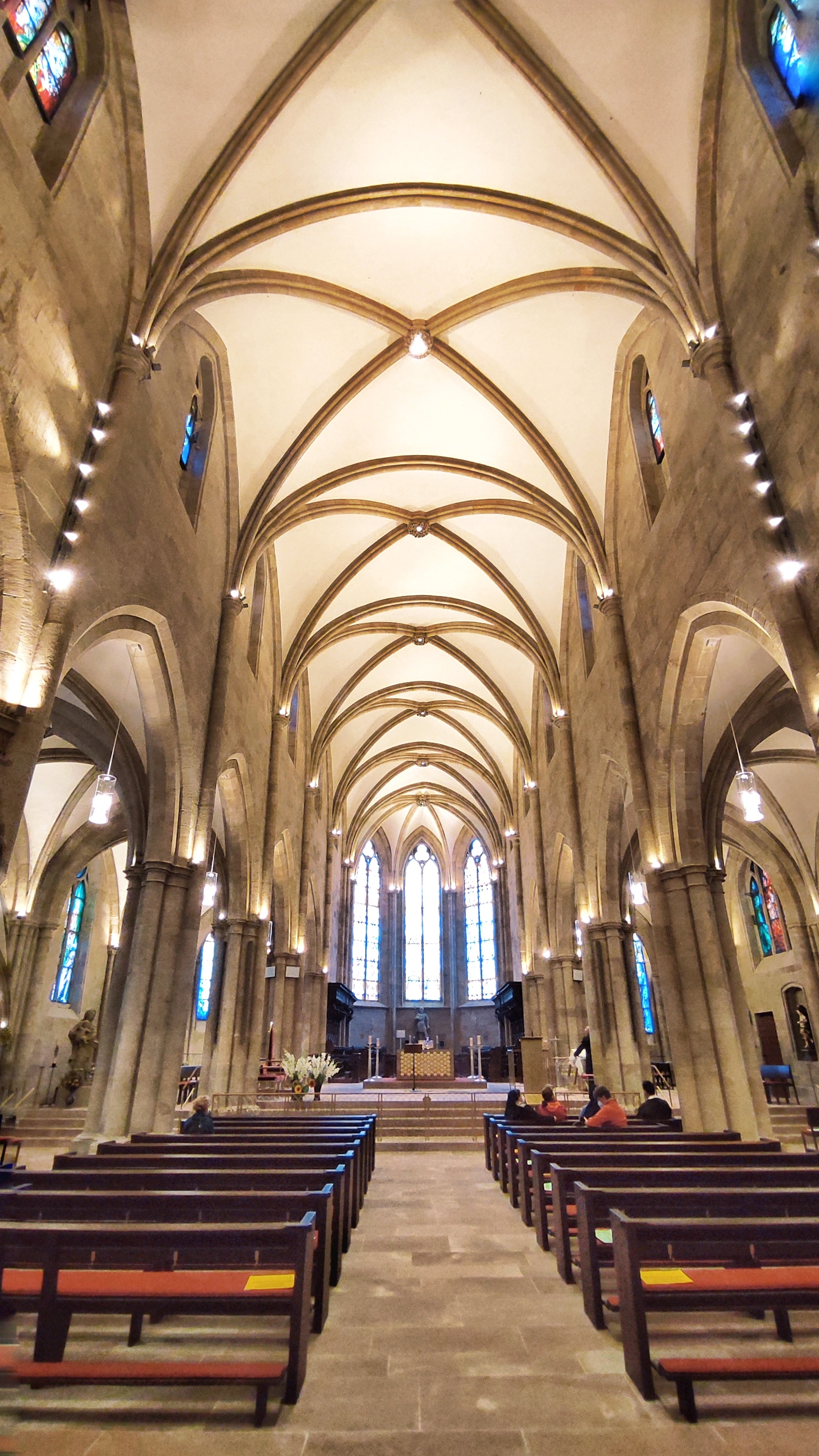
Kirchenraum zum Chor

Im Jahr 1236 begann man am Ort der Brandruine mit der Errichtung einer neuen Klosterkirche mit drei Apsiden. Noch vor seiner Vollendung fiel dieser Bau einem weiteren Brand anheim. Der Wiederaufbau erfolgte auf den alten Fundamenten, jedoch ohne die aus der Mode gekommenen Apsiden. Die Kirche lässt Einflüsse aus Trier, Lothringen und dem Burgund erkennen. Abweichend von der klassischen französischen Gotik wurde in Tholey auf Strebebögen an den Obergaden verzichtet, wie auch am Magdeburger Dom und an mehreren Zisterzienserkirchen gehandhabt. Auffallend schlicht sind die meisten Kapitelle. Das Hauptportal im Nordwesten entspricht in seiner Struktur in etwa dem Hauptportal der Trierer Liebfrauenkirche. Sein heute stark verwittertes Tympanon zeigt die Auferstehung Christi.
Das Langhaus wird von 12 Pfeilern getragen und hat eine Länge von 47 Metern, eine Breite von 20 Metern und eine Höhe von 31 Metern. An den Schlusssteinen der Gewölbe finden sich Blattwerkschmuck und vereinzelte figürliche Darstellungen. Für die Gläubigen des Dorfes war bereits um das Jahr 1000 eine Kapelle mit dem Patrozinium Johannes des Täufers auf dem heutigen Tholeyer Marktplatz errichtet worden, die heute nicht mehr besteht.
Barockzeit, Französische Revolution, Nutzung als Pfarrkirche
Im 18. Jahrhundert wurde die Kirche mit barocken Altären ausgestaltet. Nachdem am 7. Juli 1794 das Kloster aufgehoben worden war und im Jahr 1798 Kirche und Klostergebäude in Metz öffentlich für 50.000 Franken versteigert worden waren, erwarb im Jahr 1806 ein Tholeyer Bürger die Anlage für 1650 neue Gulden und schenkte sie der Gemeinde als Pfarrkirche. Im 19. Jahrhundert wurden die Kirche im Stil des Historismus ausgemalt.

## 20. und 21. Jahrhundert

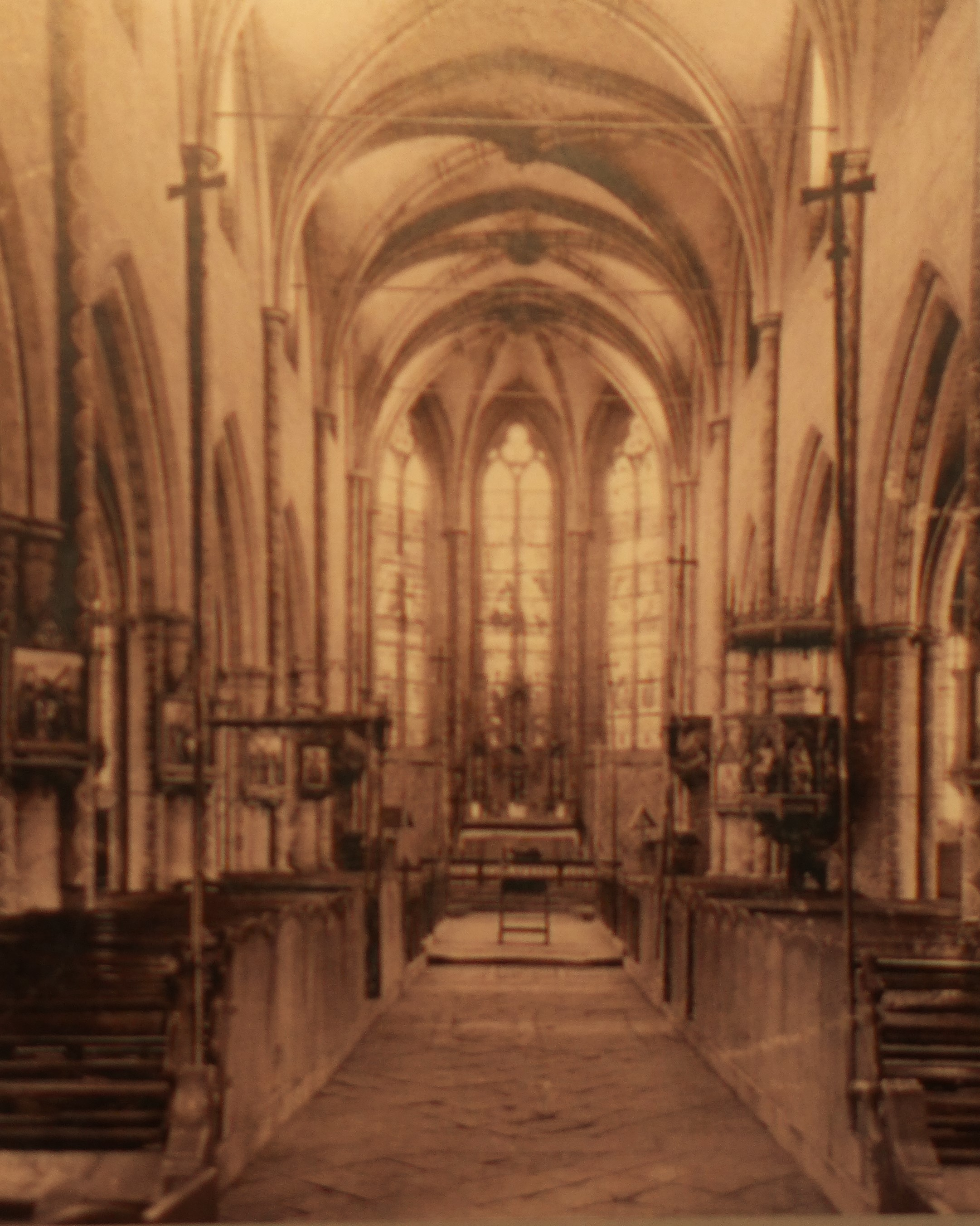
Mittelschiff und Chor (Abteiarchiv)

Zu Beginn des 20. Jahrhunderts wurde das Sakralgebäude einer Renovierung unterzogen und die Turmfundamente weitgehend unterfangen. Auch die Gewölbekappen wurden fast vollständig erneuert. Der Fußboden, den man im Laufe der Jahrhunderte wegen aufsteigenden Grundwassers erhöht hatte, wurde auf sein ursprüngliches Niveau abgesenkt. Das Gelände um die Kirche wurde tiefer gelegt und durch eine Mauer zur Straße hin abgesichert.

### Generalsanierung 1957–1963
Bei der Renovierung der Kirche in den Jahren 1957 bis 1963 wurden sämtlichen mittelalterlichen Kirchenfundamente durch massive Eisenbetonfundamente ersetzt, die gesamte Steinaußenhaut des Nordseitenschiffes mit den Maßwerkfenstern erneuert sowie der Dachstuhl in Eisenbetonverstrebungen im Sinne einer „Mauerwerkszange“ neu konstruiert. Im Fußboden wurde eine Heizung eingebaut. Liturgisch wurde der Kirchenraum im Stil der Zeit gestaltet, wobei man eine neue Taufkapelle im Westen anbaute und den gotischen Altar mit seinen mittelalterlichen Reliquiennischen zerstörte, um ihn durch einen modernen glatten Blockaltar ersetzen zu können. Der moderne Altar ist mit einem Wabenmuster aus vergoldeten Kupferplatten mit Perlmutteinlagen der Aachener Goldschmiedewerkstatt Schwerdt und Förster geschmückt. Schwerdt und Förster schufen auch das Tabernakel in der Sakramentskapelle, das Ewiglicht, das Hängekreuz (vormals Vortragekreuz), die Altarleuchter, den Osterleuchter, das moderne Lesepult sowie das Tabernaculum für die Hlg. Öle.
Bei der Sanierungsmaßnahme entfernte man ebenso alle neogotischen Ausstattungsstücke. Das aus dem Jahr 1704 stammende Chorgestühl, von dem heute nur noch die Hälfte des ursprünglichen Bestandes erhalten ist, wurde in Richtung Apsis verschoben. Anstelle des neogotischen Altaraufbaues positionierte man einen um das Jahr 1300 entstandenen Verkündigungsengel vom Seitenpfeiler des Hauptportals in der Apsis der Kirche. Die Bildteppiche des Kreuzweges, die von der Aachener Textilkünstlerin Mila Wiertz-Getz in den 1960er-Jahren gefertigt worden waren, wurden in den 1990er-Jahren wieder durch neu gerahmte neogotische Kreuzwegstationen ersetzt.

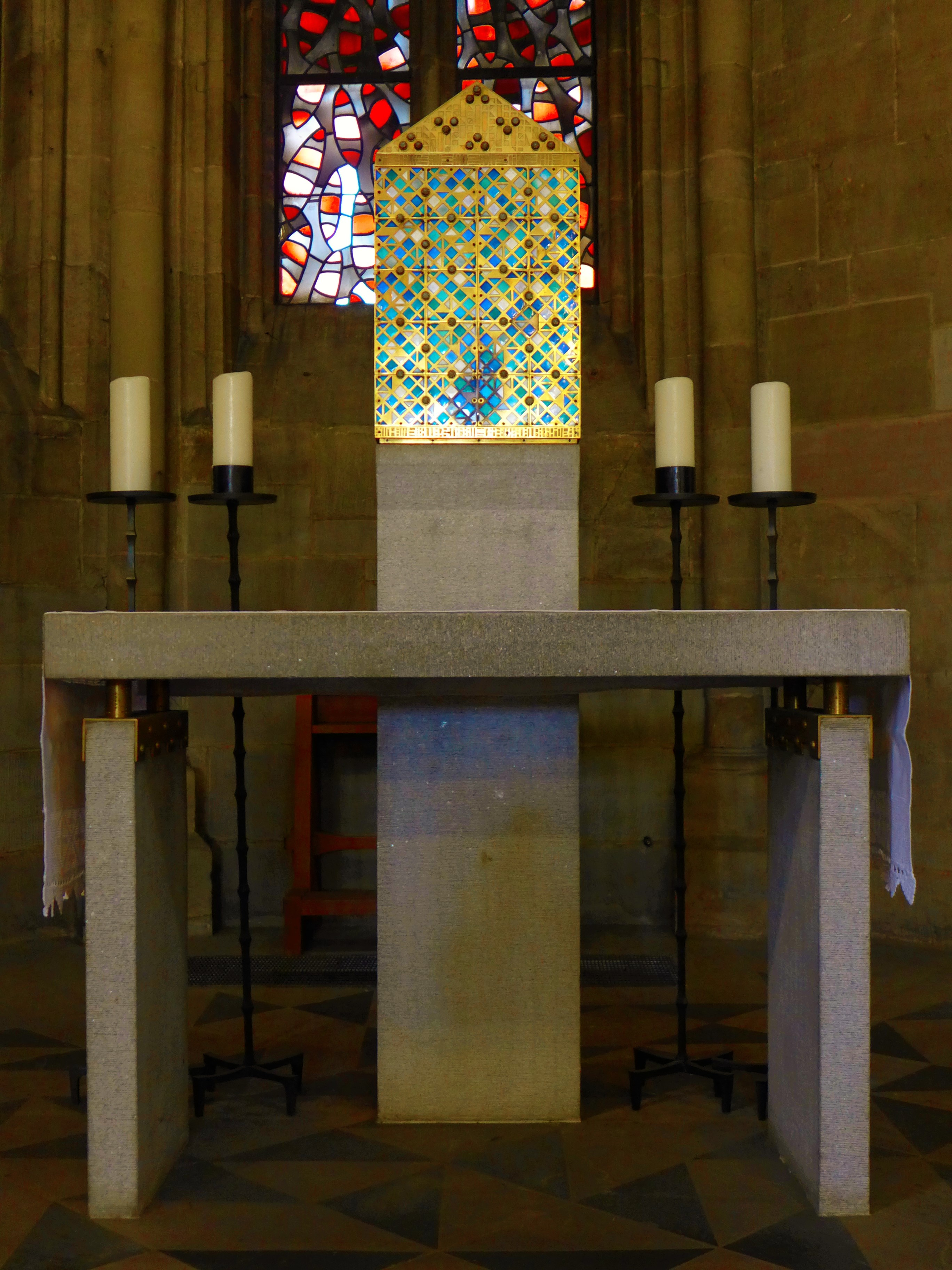
Tabernakel von 1960
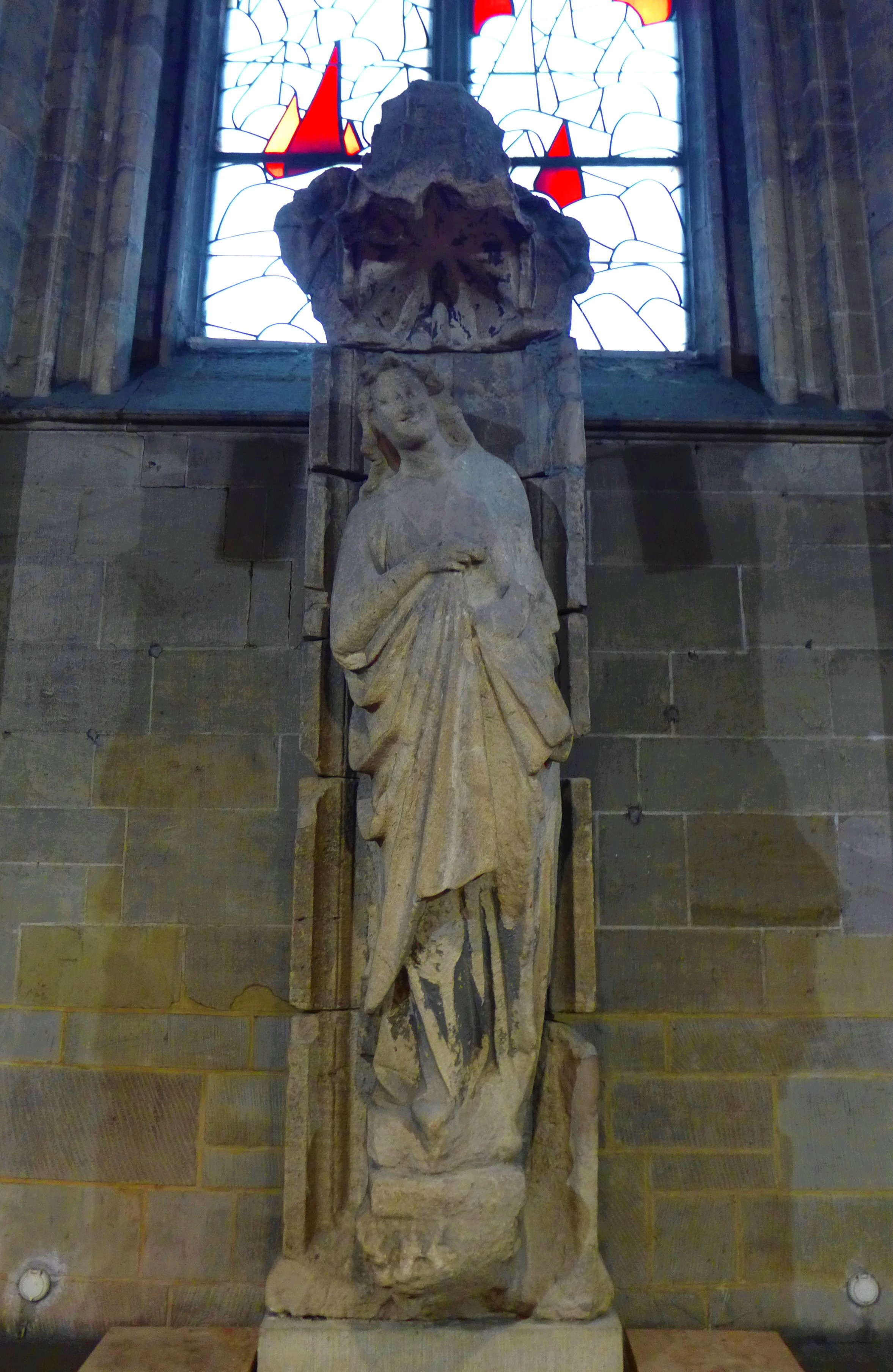
Erzengel Gabriel, ~1300, heute als Altarfigur
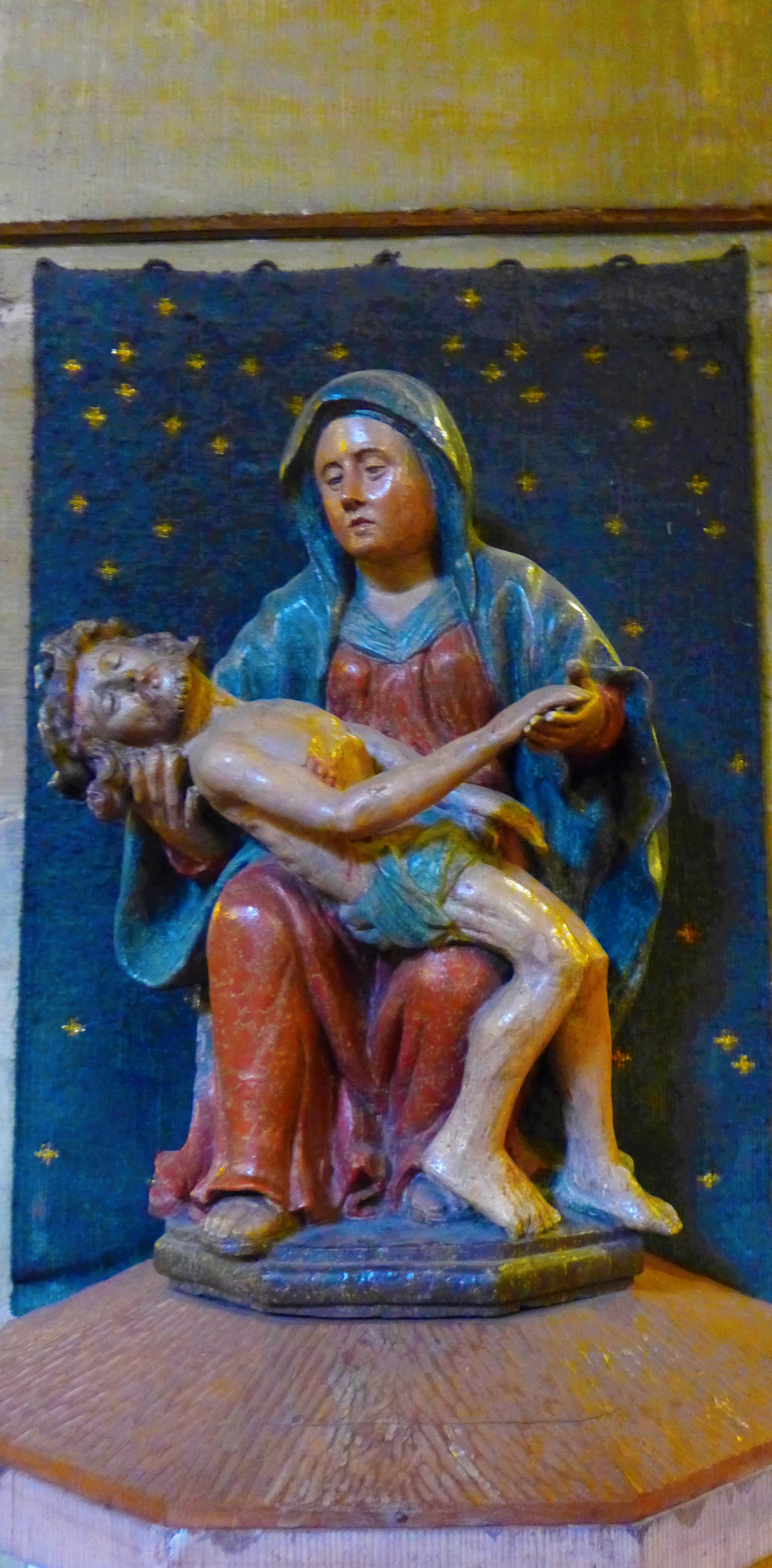
Pietà
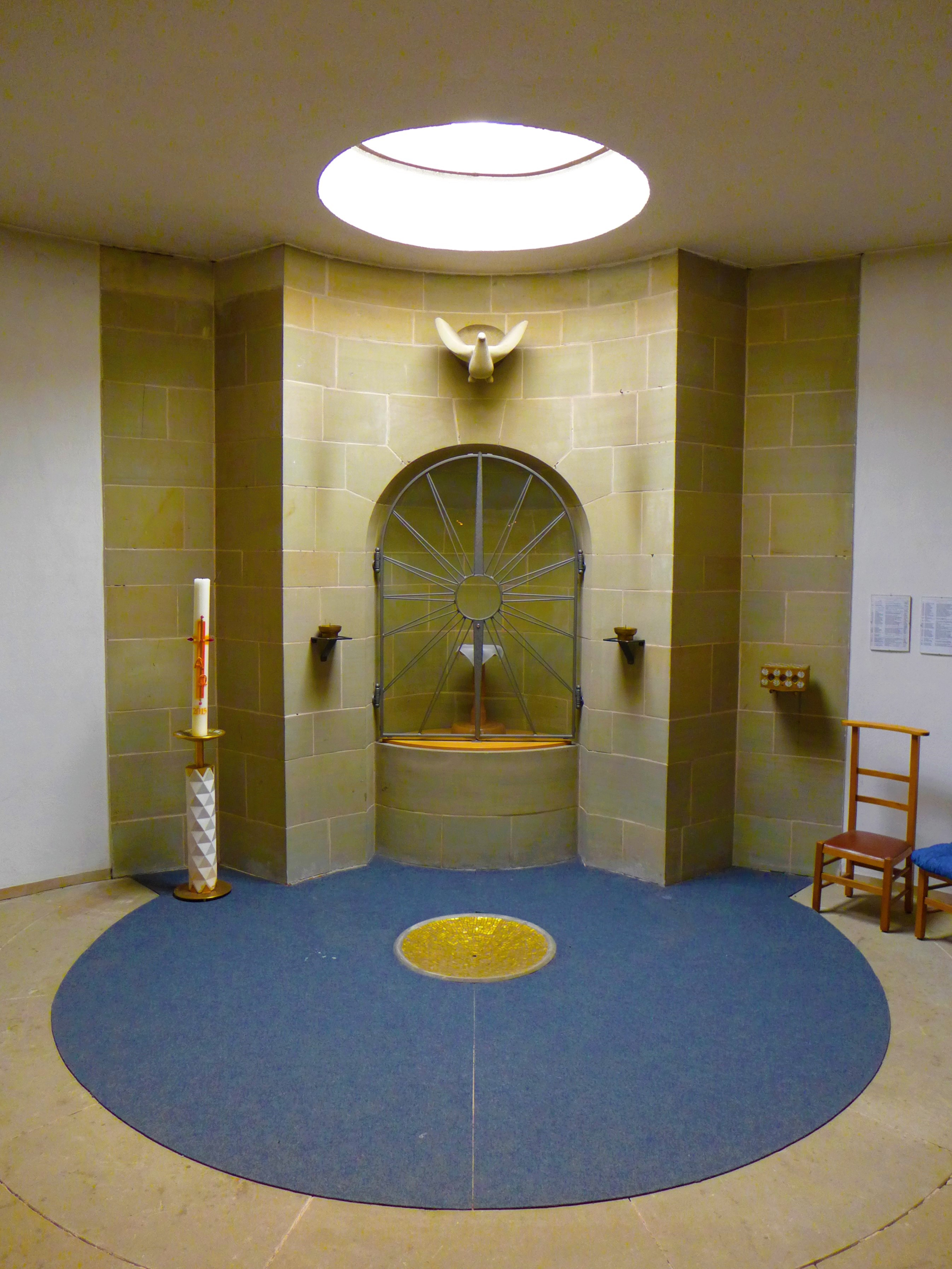
Taufkapelle

#### Fenster von Bonifatius Köck (1959–2020)

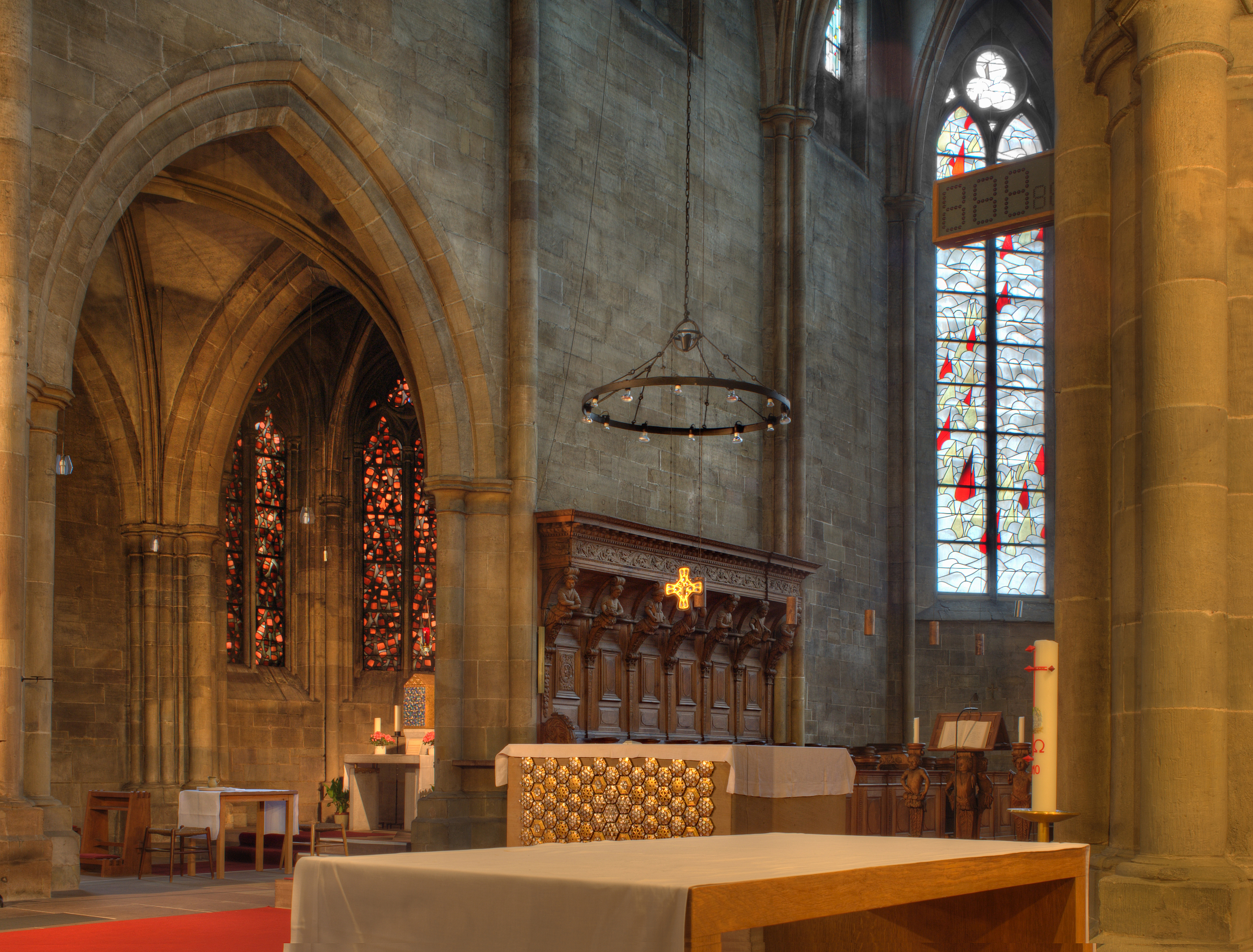
Hochaltar und linke Kapelle 2010

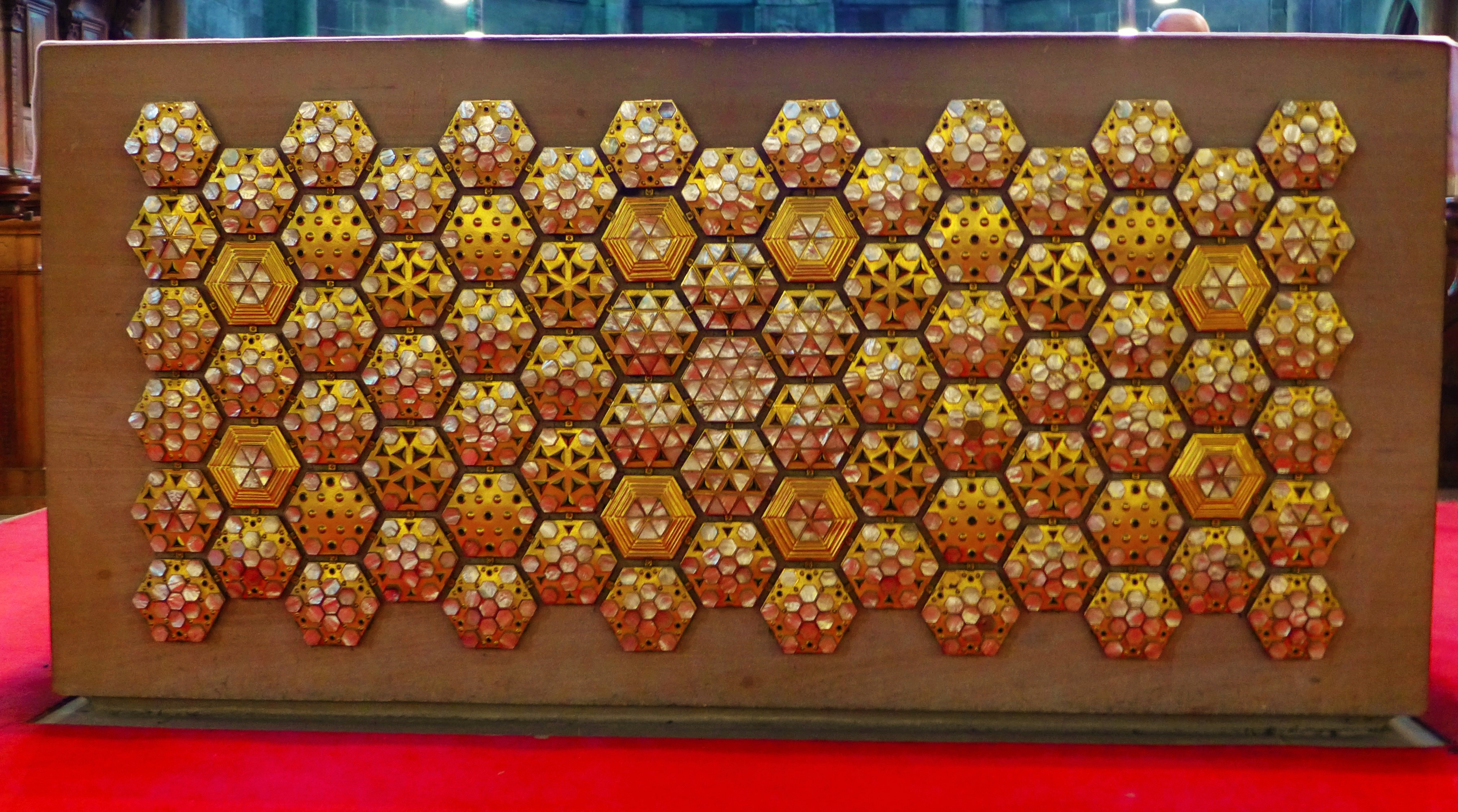
Antependium des Hochaltars 2010

Im Rahmen der Renovierung wurde die nach den Kriegsbeschädigungen des Zweiten Weltkrieges provisorisch eingesetzte Verglasung durch eine neue abgelöst. Der Tholeyer Mönch Bonifatius Köck war für den Entwurf verantwortlich. Impulse dazu gingen von den Fenstern Georg Meistermanns in der Sepultur am Würzburger Dom aus. Die Ausführung der Entwürfe übernahmen die Werkstätten Derix in Rottweil und Wiesbaden, während die Gläser unter Leitung von Pater Köck in der Glashütte Mittinger in Darmstadt hergestellt wurden.
Im Jahr 1959 wurden die Fenster in den Seitenschiffen eingebaut. Das zweite eingebaute Fenster zeigte über den Wellen des Roten Meeres die Wolken- und Lichtsäule (Ex 14,19–31 ). In der Höhe der damals noch vorhandenen Kommunionbank wurde das Fenster mit dem alttestamentlichen Mannaregen eingebaut (Ex 16,13–23 ).
Das darauf folgende Fenster in der Höhe des Altares zeigte den Vollmond der Passahnacht und das Blut des Paschalammes an den Pfosten der Türen der Israeliten (Ex 12,11–14 ) als alttestamentliche Vorausdeutung auf das blutige Opfer Jesu am Kreuz.
Diesem Fenster gegenüber wurde in der Nähe des Altares das Opfer Abels bildlich thematisiert, das sich als helle Rauchsäule himmelwärts erhebt, während das Opfer Kains als düstere Rauchschwade zu Boden sinkt (Gen 4,1–5 ).
Im Fenster daneben gestaltete Köck den brennenden Dornbusch mit winzigen roten Röschen, in dem sich Gott als Jahwe dem Mose geoffenbart hatte (Ex 3,1–6 ). Die kleinen Röschen fügte Bonifatius Köck als mariologische Hinweise hinzu.
Das letzte Fenster auf der Südseite zeigte den Regenbogen Noahs, der hier reinweiß vor einer lichtblauen Regenflut gestaltet wurde, während Felsen aus der weichenden Sintflut aufzutauchen scheinen (Gen 9,12–17 ).
Ebenfalls im Jahr 1959 wurde die Ausführung der Fensterentwürfe in den Seitenapsiden begonnen. In Zusammenarbeit mit der Goldschmiedewerkstatt Schwerdt und Förster in Aachen wurden die Fenster der Sakramentskapelle gesondert gestaltet. Die einfallende Lichtmenge sollte so stark vermindert werden, dass das einfallende Licht aus dem Kirchenschiff diejenige der Seitenkapellen überstrahle und somit die Goldschmiedearbeiten in ein geradezu mystisches Licht getaucht werden würden. Die Fenster, die den Tabernakel umgaben, zeigten ein netzartig verflochtenes Ornament aus dämmrigem Rot und Braunviolett und bezogen sich auf die eucharistischen Gestalten Wein und Brot. Dem ornamentalen Gefüge lag die Form eines Brotes zugrunde.

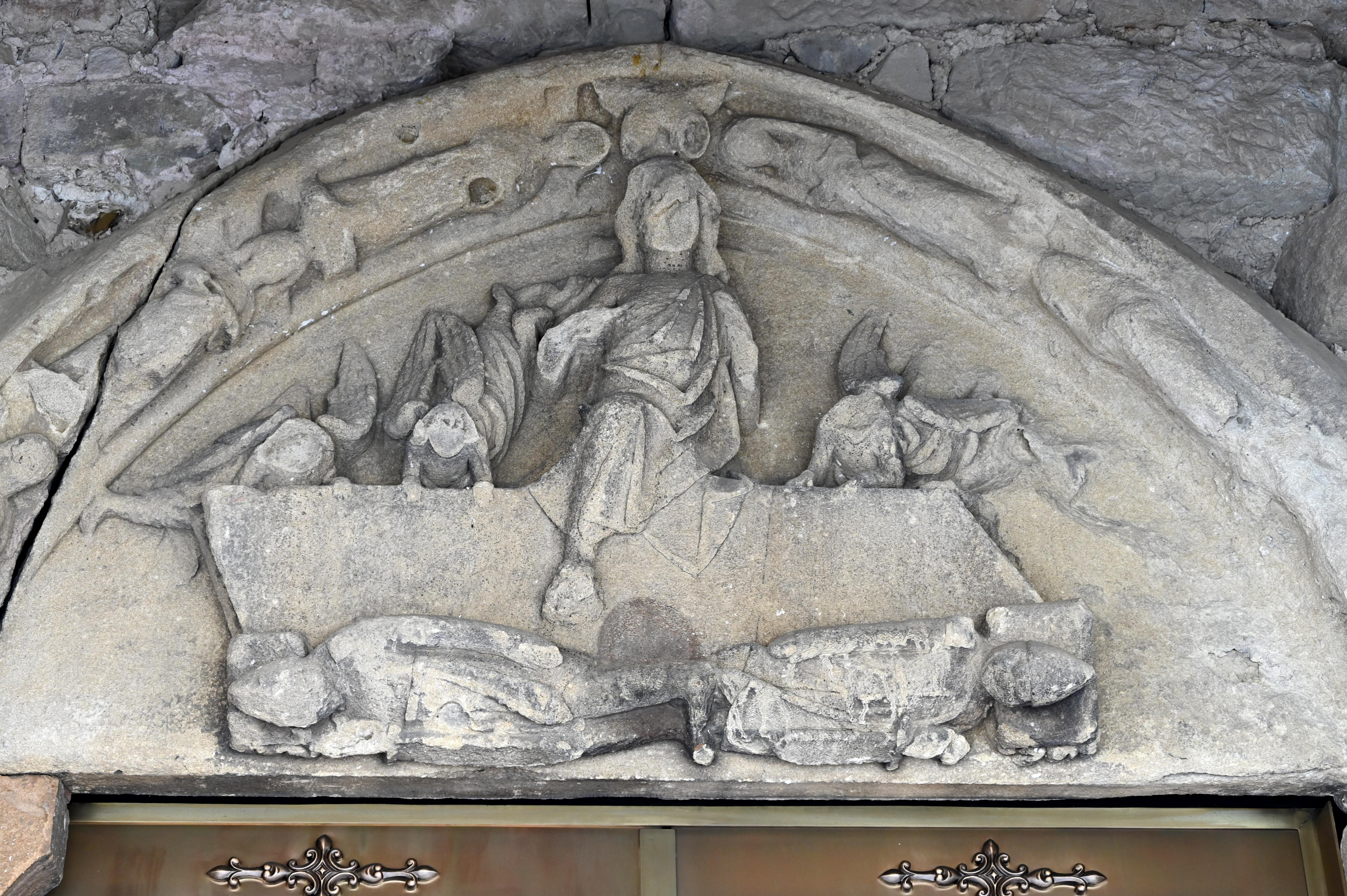
Bogenfeld des Hauptportals, auferstehender Christus, 13. Jh., verwittert, vor 2019

Die Fenster der Mauritiuskapelle, deren Altar Reliquien des antiken Märtyrers und Abteipatrons Mauritius enthält, wurden nach einem biblischen Zitat aus dem Buch der Weisheit gestaltet (Weish 3,1–6 ).
Das große Fenster hinter der Orgelempore in der Westwand wurde rein ornamental gestaltet. Ebenso zeigten auch die im April 1960 eingesetzten Obergadenfenster schlichte Ornamente.
Die Gestaltungsaufgabe der drei kleineren Fenster in der Westwand der Seitenschiffe löste Köck ebenfalls abstrahierend:
- In einem Rundfenster durch eine Visualisierung des Wollwunders (Ri 6,36–40 EU) Gideon aus dem Buch der Richter, das in der christlichen Theologie als alttestamentliche Vorausdeutung auf die jungfräuliche Empfängnis und Geburt Jesu gedeutet worden war
- In einem weiteren barocken Fenster mit der Darstellung des Gleichnisses vom Schatz im Acker (Mt 13,44 EU)
- In einem Bogenfenster erscheint eine goldgelbe Honigwabe als Sinnbild der göttlichen Gerechtigkeit (Ps 19,10–11 EU).

Die hohen Fenster der Apsis wurden in der letzten Phase der Neuverglasung im Jahr 1961 eingesetzt. Hier gestaltete Pater Bonifatius die apokalyptische Vision des kristallenen Meeres (Offb 15,1–5 ).

### Sanierung 2018–2021

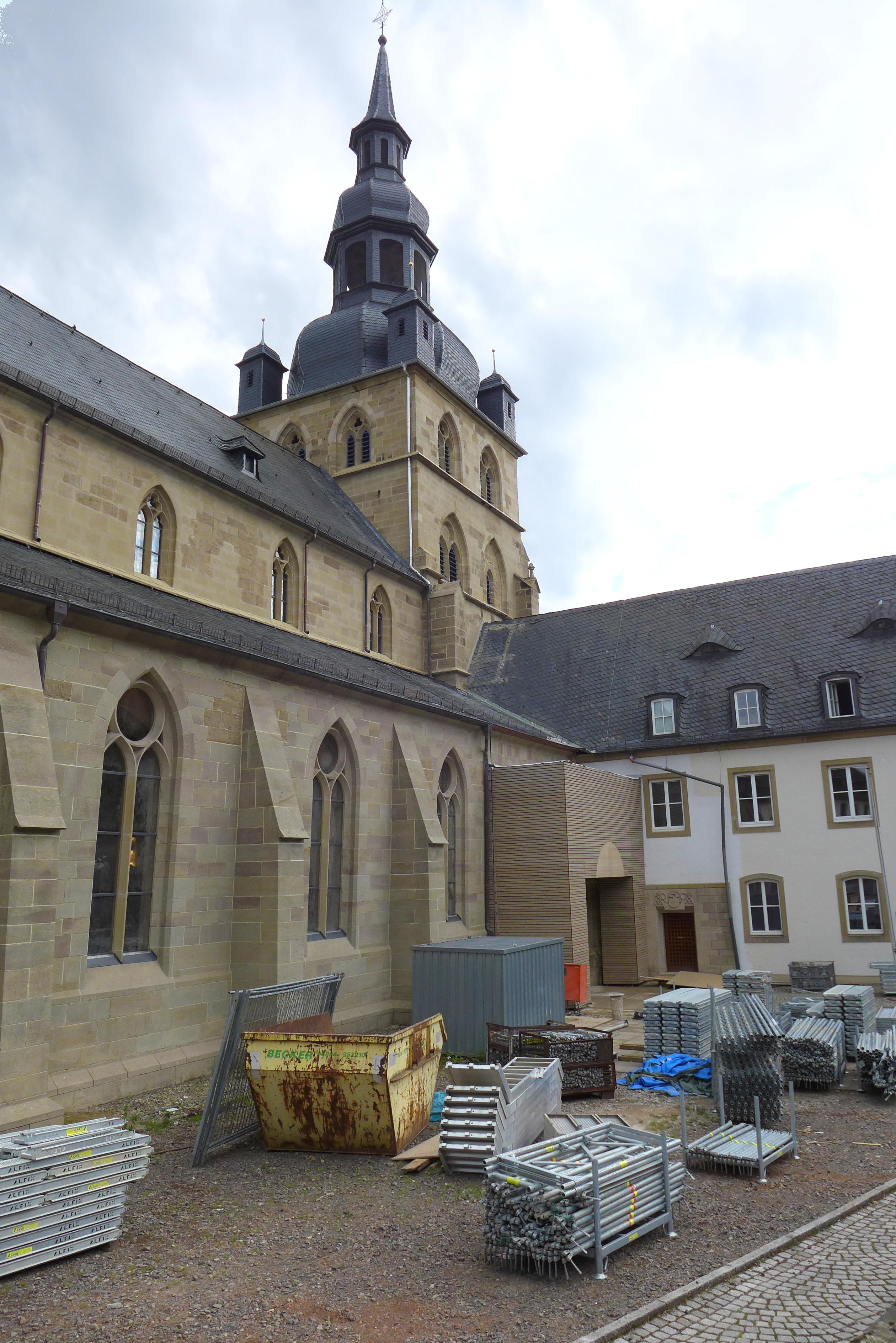
Juni 2020: Renovierungsarbeiten mit Schutzportal

Von Mai 2018 bis März 2021 wurde die Tholeyer Abteikirche erneut saniert. Die Initiative wurde finanziell unterstützt durch die Unternehmerfamilie Meiser und die Deutsche Stiftung Denkmalschutz.
In der kunsthistorischen Forschung gehörten das Bogenfeld und die zugehörigen gestaffelten Bogenläufe zu den wenigen frühgotischen Figurenportalen. Die Auferstehungsszene war mit ihrer seltenen, original erhaltenen Bildsprache in Deutschland einzigartig und somit ein Denkmal von nationalem Rang, wenn auch die visuelle Lesbarkeit durch die Verwitterung der Jahrhunderte nur noch an wenigen Stellen möglich war. An seiner Stelle plant die Abteileitung die Anbringung neuer nachgeschaffener Figuren. Die Abmeißelung der originalen frühgotischen Figuren ließ die Abteileitung dokumentieren. Die abgemeißelten Teile wurden eingelagert.
Das Landesdenkmalamt des Saarlandes, der Landesdenkmalrat sowie das Kultusministerium des Saarlandes beharren auf der Wiederanbringung der abgeschlagenen Originalteile. Der Vorsitzende des Landesdenkmalrates des Saarlandes, Henning Freese, konstatierte der Abteileitung Geschichtsvergessenheit: „Die Vertreter einer Institution, die immer wieder die Rolle der ‚ältesten Abtei Deutschlands‘ für sich reklamieren, entfernen das wichtigste sichtbare Zeugnis ihrer mittelalterlichen Vergangenheit aus der Klosterkirche.“ Lutz Heitmüller und Steffen Skudelny von der Deutschen Stiftung Denkmalschutz meinten diesbezüglich: „Ein solcher Vorgang mutwilliger Beschädigung ist unseres Wissens einzigartig in Deutschland.“ Die Stiftung kündigte an, die für die Sanierung der Kirche bereitgestellten Fördergelder nicht mehr auszuzahlen.

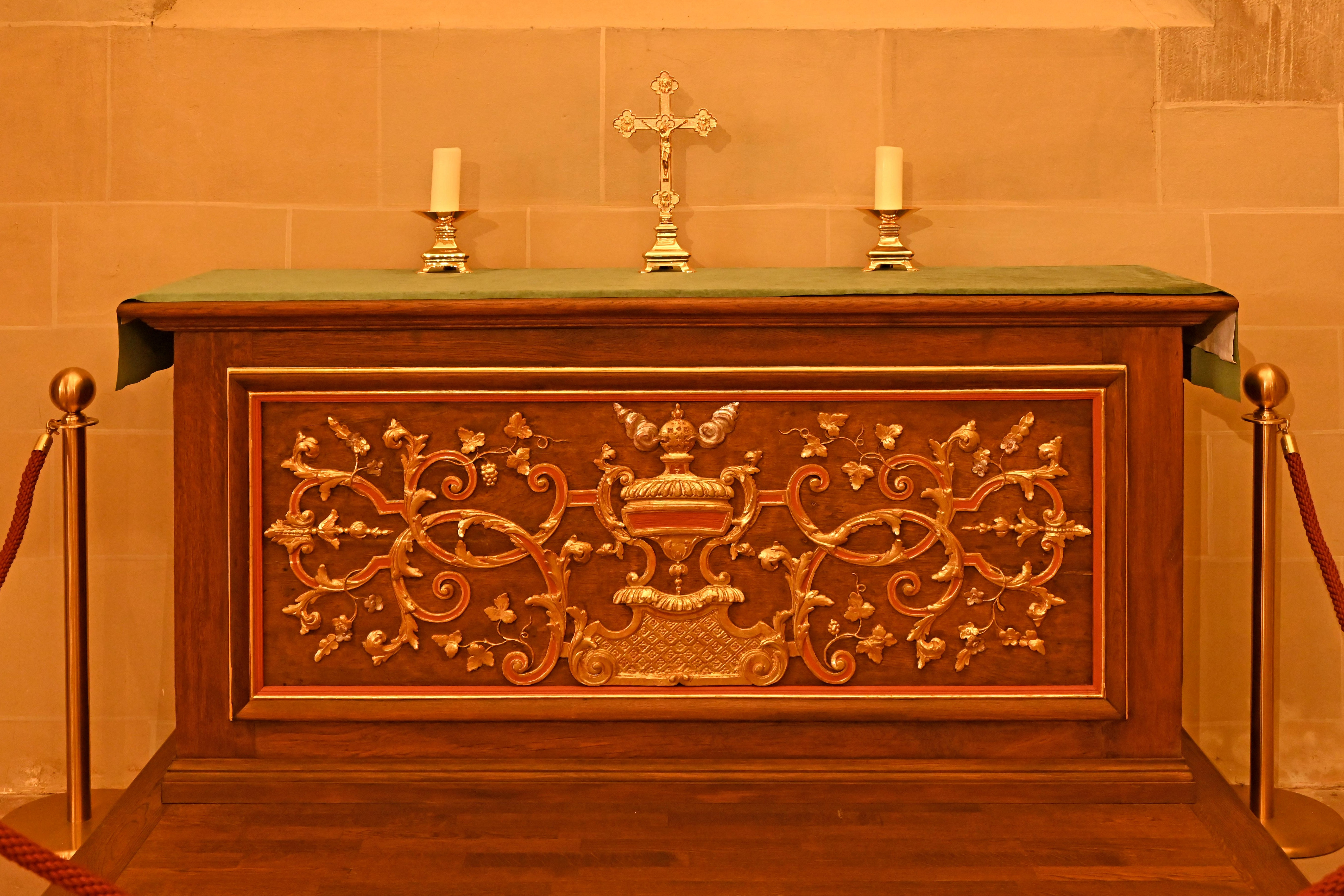
Antependium mit Wappen, 2023, rechte Kapelle

#### Fenster von Mahbuba Elham Maqsoodi
Im Rahmen der Sanierung baute man die beschädigten Fenster von Bonifatius Köck aus und ersetzte sie. In einem anonymisierten Kunstwettbewerb erhielt 2018 die deutsch-afghanische Künstlerin Mahbuba Elham Maqsoodi den Auftrag dazu.
Die Fenster im linken Seitenschiff sind Tholeyer Heiligen gewidmet (Wendelin, Kuno, Theobert, Craudingus). Die Fenster im rechten Seitenschiff zeigen benediktinische Heilige (Benedikt von Nursia, seine Schwester Scholastika, Papst Gregor den Großen, Hildegard von Bingen). Hierzu wird das vierte, bislang zugemauerte Fenster, hinter dem sich der Lenoir-Bau (Südflügel der Abtei) befindet, ebenfalls verglast und elektrisch hinterleuchtet. Die Fenster des linken Nebenchores thematisieren die Geburt Jesu, das Pfingstereignis und die Himmelfahrt Christi sowie die Kreuzigung Jesu. Die Fenster des rechten Nebenchores zeigen den Klosterpatron Mauritius. Im Obergaden des Mittelschiffes sind Figuren aus dem Alten und Neuen Testament gegenübergestellt. Der südliche Obergaden thematisiert Gestalten des Alten Testamentes. Vom Altar aus beginnend handelt es sich um Propheten und andere große Gestalten des Alten Testamtentes.
Die nördliche Obergadenreihe zeigt Propheten und andere große Gestalten des Neuen Testamentes. Das große Turmfenster im Westen thematisiert den Sturz des Satans.
Ein Ausschnitt des „Weihnachtsfensters“ ist auf der Sonderbriefmarke Weihnachten 2024 (85 Cent plus 40 Cent Zuschlag) abgebildet.

#### Fenster von Gerhard Richter
Für die Gestaltung der drei Hauptchorfenster richtete man über den Saarbrücker Kirchenmusiker Bernhard Leonardy eine Bitte an Gerhard Richter, der seine Zusage erteilte und die Entwürfe unentgeltlich zur Verfügung stellte. Sein Entwurf ist unfigürlich und entspricht nicht der ursprünglichen Intention der Neuverglasung. Allerdings überwiegt der Vorteil, dass ein Kunstwerk von Gerhard Richter in der Abteikirche viele kunstinteressierte Besucher anzieht.
Am 4. September 2019 wurden die Chorfensterentwürfe Richters in Abwesenheit des Künstlers in Tholey vorgestellt. Die Richterschen Entwürfe wurden in der Münchener Glaswerkstätte Gustav van Treeck mittels Ätz-, Druck- und Klebetechnik umgesetzt. Die Einweihung der neuen Chorfenster fand im Herbst 2020 statt und war von weltweiten Medieninteresse begleitet.

## Orgeln

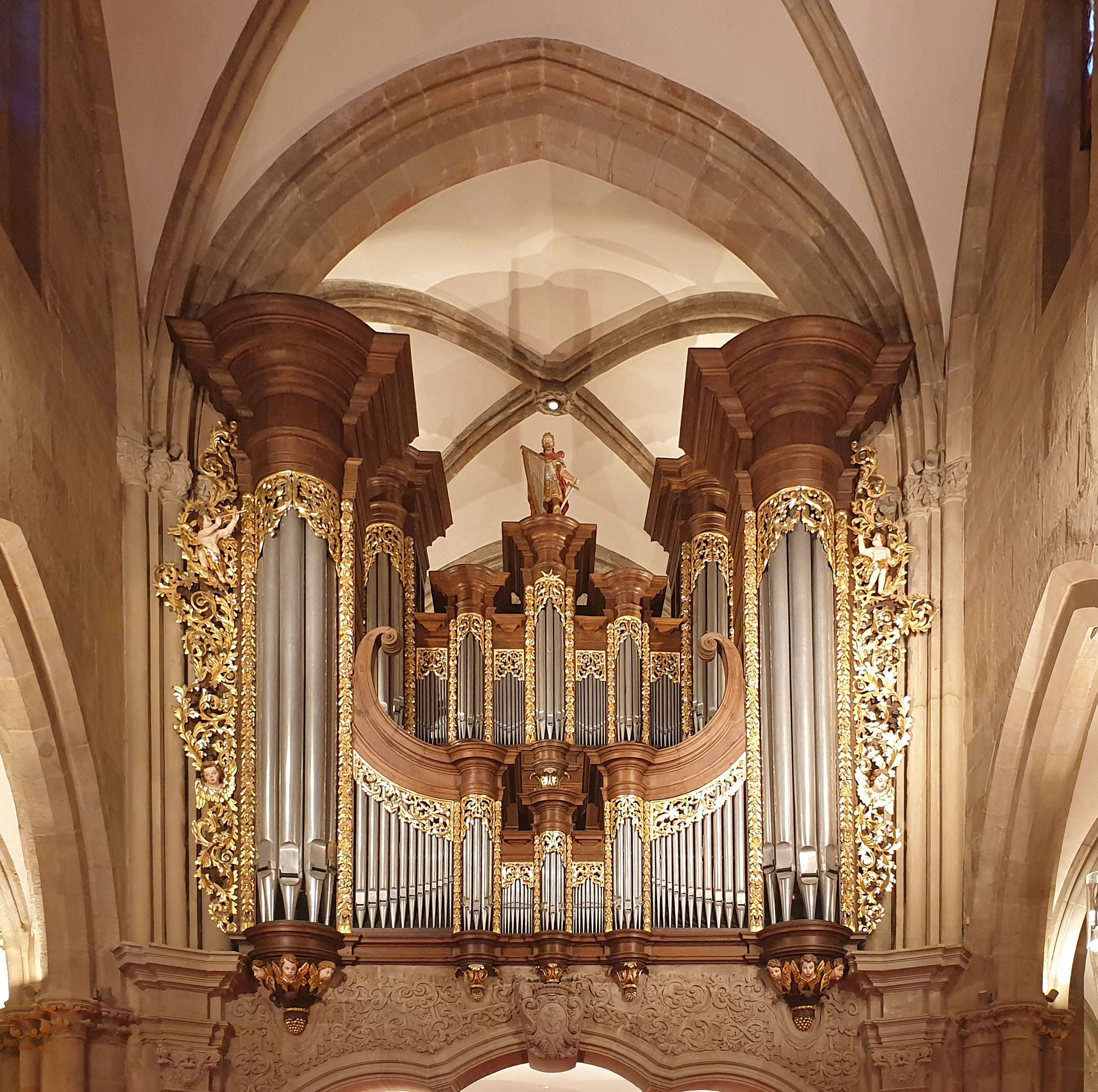
Die neue Mayer-Orgel (ab 2020) im historischen Orgelgehäuse

In der Abteikirche gab es nachweislich bereits Ende des 17. Jahrhunderts eine Orgel. Das Instrument war vor 1693 errichtet worden; über den Erbauer und die Disposition ist nichts weiter bekannt. Vermutlich handelte es sich um ein kleines, einmanualiges Instrument, das bis 1736 genutzt wurde.
1736 erbaut der Orgelbauer Roman Benedikt Nollet ein neues Instrument mit 32 Registern auf zwei Manualen und Pedal auf der Orgelempore im Turmgeschoss, welches vermutlich im selben Jahr unter Abt Theobert d’ Hame errichtet worden war.
In den Wirren der Französischen Revolution plünderten Französische Revolutionstruppen das Pfeifenwerk um das Jahr 1793. Das barocke Orgelgehäuse von Nollet hingegen blieb verschont und ist bis heute erhalten.
1835 erweiterte der Orgelbauer Jean Frédéric Verschneider aus Puttelange-aux-Lacs das Nollet-Gehäuse: Vor das ursprüngliche Gehäuse setzte er in die Brüstung ein Gehäuse für ein Rückpositiv, und flankierend dazu zwei markante Pedaltürme, die jeweils zu den Außenseiten durch üppiges vergoldetes Holzschnitzwerk verziert sind. Verschneider stattete das erweiterte Gehäuse mit einem neuen Orgelwerk aus. Das Instrument hatte zunächst 19 Register. 1839 wurde es auf 25 Register auf zwei Manualwerken und Pedal ausgebaut, und später offensichtlich auf 32 Register erweitert. Die Spieltraktur war mechanisch, die Registertraktur war pneumatisch.
Bereits 1910 plante man, das Instrument von Verschneider durch einen Neubau zu ersetzen. Erst 1929 wurde das Orgelwerk durch ein pneumatisches Instrument der Firma Anton Turk aus Klausen ersetzt; es hatte 26 Register zuzüglich 13 Extensionen und einer Transmission auf zwei Manualwerken und Pedal. Das Schwellwerk wurde unter dem Hauptwerk in einem Untergehäuse untergebracht, das Pedal u. a. auch in der Brüstung in dem ehemaligen Gehäuse des Rückpositivs. Die Pfeifen standen auf Kegelladen. Die Spiel- und Registertrakturen waren pneumatisch.
1958 wurde dieses Orgelwerk ausgebaut und  an die Pfarrei St. Maternus in Aschbach bei Lebach abgegeben, wo es bis 1989 weitergenutzt und dann entsorgt wurde.

| I Hauptwerk C–f3 |                        |       |
| 1.               | Prinzipal              | 16′   |
| 2.               | Bordun                 | 16′   |
|                  | Prinzipal (Ext. Nr. 1) | 8′    |
| 3.               | Hornprinzipal          | 8′    |
| 4.               | Flöte                  | 8′    |
| 5.               | Gamba                  | 8’    |
| 6.               | Salicional             | 8’    |
|                  | Gedackt (Ext. Nr. 2)   | 8′    |
|                  | Oktav (Ext. Nr. 3)     | 4′    |
|                  | Flöte (Ext. Nr. 4)     | 4′    |
|                  | Viola (Ext. Nr. 5)     | 4′    |
| 7.               | Quinte                 | 2 ⁄3′ |
| 8.               | Oktav                  | 2’    |
| 9.               | Kornett-Mixtur III     |       |
| 10.              | Kornett III            |       |
| 11.              | Trompete               | 8′    |
|                  | Tremulant              |       |

| II Schwellwerk C–g3 |                                |     |
| 12.                 | Gedackt                        | 16′ |
| 13.                 | Geigenprincipal                | 8′  |
| 14.                 | Wienerflöte                    | 8’  |
| 15.                 | Gemshorn                       | 8′  |
| 16.                 | Äoline                         | 8’  |
| 17.                 | Vox celeste                    | 8′  |
|                     | Lieblich Gedackt (Ext. Nr. 12) | 8′  |
| 18.                 | Quintatön                      | 8′  |
|                     | Prestant (Ext. Nr. 13)         | 4′  |
|                     | Schweizerflöte (Ext. Nr. 14)   | 4′  |
|                     | Spitzflöte (Ext. Nr. 15)       | 4′  |
|                     | Violine (Ext. Nr. 16)          | 4′  |
| 19.                 | Waldflöte                      | 2′  |
| 20.                 | Zimbel IV                      |     |
| 21.                 | Klarinette                     | 8’  |
|                     | Tremolo                        |     |

| Pedal C–f1 |                          |     |
| 22.        | Violon                   | 16′ |
| 23.        | Subbass                  | 16′ |
|            | Zartgedackt (= Nr. 12)   | 16′ |
|            | Cellobass (Ext. Nr. 22)  | 8′  |
| 24.        | Gedacktbass              | 8′  |
| 25.        | Oktavbass                | 4′  |
|            | Choralbass (Ext. Nr. 25) | 2′  |
| 26.        | Posaune                  | 16′ |
|            | Trompete (Ext. Nr. 26)   | 8′  |

- Koppeln:
  - Normalkoppeln: II/I, I/P, II/P
  - Suboktavkoppeln: II/I, II/II
  - Superoktavkoppel: II/I
- Spielhilfen: 2 freie Kombinationen, Piano, Forte, Tutti, Crescendowalze

1960 baute die Firma Oberlinger/Windesheim ein neues Orgelwerk in das historische Orgelgehäuse von Roman Benedikt Nollet. Das Instrument hatte 42 Register, verteilt auf drei Manuale und Pedal. Die Spieltraktur war mechanisch, die Registertraktur elektrisch.

| I Rückpositiv C–g3 |                |       |
| 1.                 | Rohrgedackt    | 8′    |
| 2.                 | Salicional     | 8′    |
| 3.                 | Praestant      | 4′    |
| 4.                 | Blockflöte     | 4′    |
| 5.                 | Octave         | 2′    |
| 6.                 | Larigot        | 1 ⁄3′ |
| 7.                 | Sesquialter II |       |
| 8.                 | Scharff IV–VI  |       |
| 9.                 | Dulcian        | 16′   |
| 10.                | Krummhorn      | 8′    |
|                    | Tremulant      |       |

| II Hauptwerk C–g3 |              |       |
| 11.               | Bordun       | 16′   |
| 12.               | Principal    | 8′    |
| 13.               | Gemshorn     | 8′    |
| 14.               | Octave       | 4′    |
| 15.               | Koppelflöte  | 4′    |
| 16.               | Quinte       | 2 ⁄3′ |
| 17.               | Nachthorn    | 2′    |
| 18.               | Cornett V    |       |
| 19.               | Mixtur IV–VI |       |
| 20.               | Cymbel III   |       |
| 21.               | Trompete     | 8′    |
| 22.               | Clairon      | 4′    |
|                   | Tremulant    |       |
|                   | Cymbelstern  |       |

| III Brustwerk (schwellbar) C–g3 |                   |        |
| 23.                             | Holzgedackt       | 8′     |
| 24.                             | Quintade          | 8′     |
| 25.                             | Hohlflöte         | 4′     |
| 26.                             | Nasard            | 2 ⁄3′  |
| 27.                             | Doublette         | 2′     |
| 28.                             | Terz              | 1 3⁄5′ |
| 29.                             | Flageolett II     |        |
| 30.                             | Klingend Cymbel V |        |
| 31.                             | Oboe              | 8′     |
| 32.                             | Vox humana        | 8′     |
|                                 | Tremulant         |        |

| Pedal C–f1 |               |         |
| 33.        | Principalbass | 16′     |
| 34.        | Subbass       | 16′     |
| 35.        | Quintbass     | 10 2⁄3′ |
| 36.        | Octavbass     | 8′      |
| 37.        | Gedacktpommer | 8′      |
| 38.        | Choralbass    | 4′      |
| 39.        | Hintersatz VI |         |
| 40.        | Posaune       | 16′     |
| 41.        | Trompete      | 8′      |
| 42.        | Trompete      | 4′      |

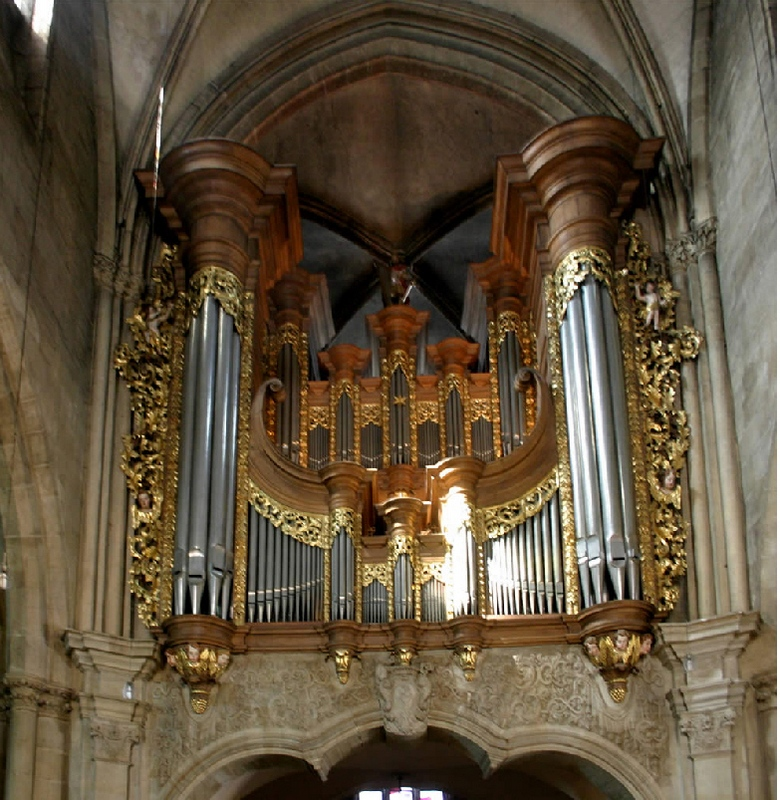
Ehemalige Oberlinger-Orgel der Abteikirche St. Mauritius Tholey

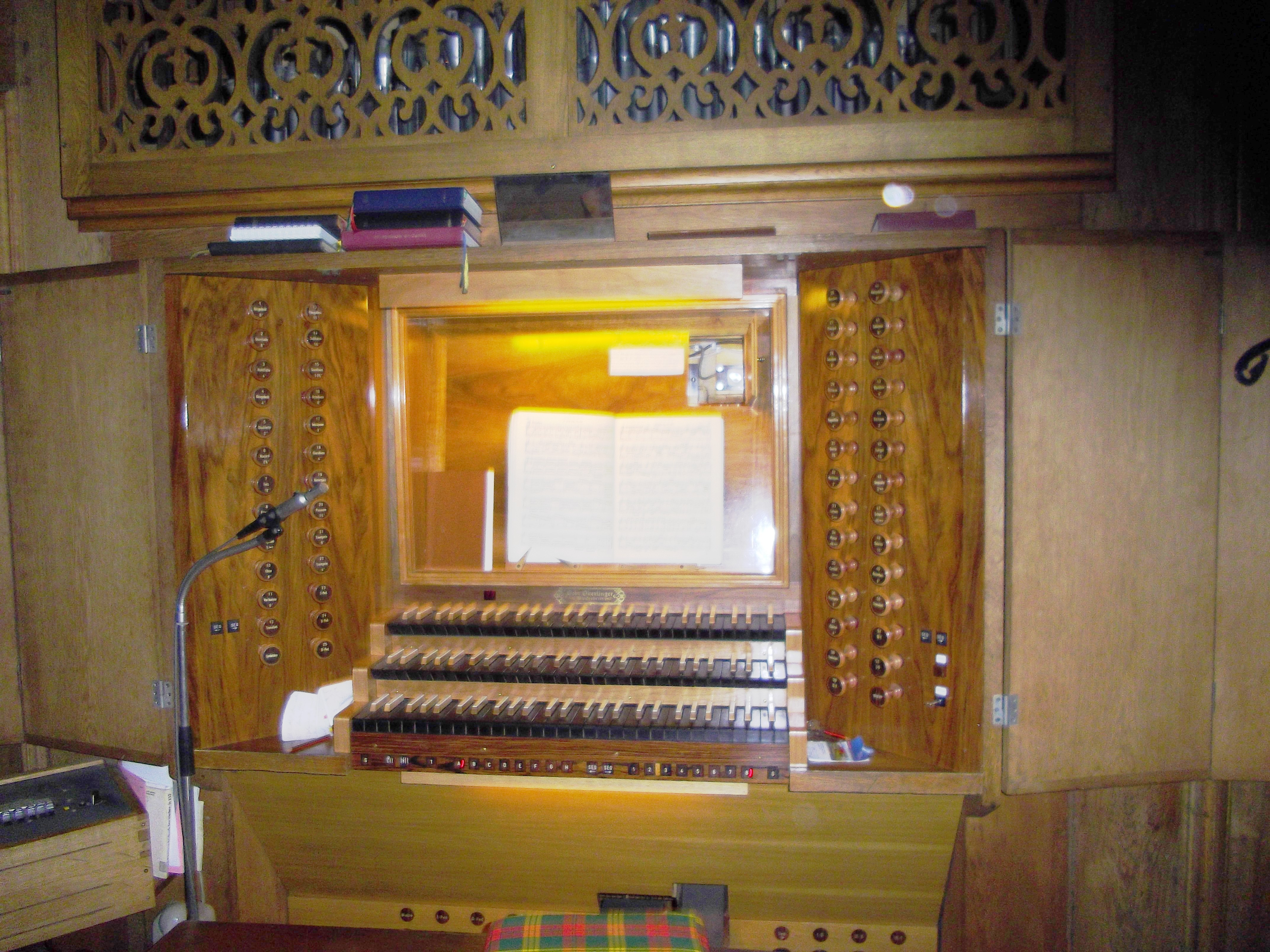
Spieltisch der Oberlinger-Orgel

- Koppeln: I/II, III/II, III/I, I/P, II/P, III/P
- Spielhilfen: 640 Setzerkombinationen, Walze

Die Oberlinger-Orgel wurde 2018 im Rahmen der Kirchenrenovierung abgebaut und durch die Firma Hugo Mayer Orgelbau (Heusweiler) technisch neu errichtet. Etwa die Hälfte der Pfeifen des bisherigen Orgelwerkes und das historische Gehäuse wurden wiederverwendet. Das Hauptwerksgehäuse wurde ca. 85 cm tiefer auf das ursprüngliche Fußbodenniveau zurückgebaut und etwa 50 cm an das Brüstungsgehäuse heranbewegt. 15 Register (1.114 Pfeifen) wurden neu erbaut. Von dem wiederverwendeten Pfeifenmaterial stammt ein Großteil nicht von Fa. Oberlinger aus dem Jahr 1960, sondern ist wohl älteren Ursprungs. Ob es sich dabei möglicherweise um zwischenzeitlich eingelagerte und von Oberlinger wiederverwendete Pfeifen der 1835 erbauten Verschneider-Orgel handeln könnte, ist noch nicht abschließend geklärt.
Das neue Orgelwerk hat insgesamt 37 Register (2.320 Pfeifen), außerdem noch vier extendierte Register im Pedal.
| I Rückpositiv C–g3 |                  |       |     |
| 1.                 | Rohrgedackt      | 8′    |     |
| 2.                 | Salicional       | 8′    |     |
| 3.                 | Prestant         | 4′    |     |
| 4.                 | Blockflöte       | 4′    |     |
| 5.                 | Doublette        | 2′    |     |
| 6.                 | Sesquialter II 0 | 2 ⁄3′ |     |
| 7.                 | Cymbel IV        | 1’    | (n) |
| 8.                 | Krummhorn        | 8′    | (n) |
|                    | Tremulant        |       |     |

| II Hauptwerk C–g3 |             |        |     |
| 09.               | Gedackt     | 16′    |     |
| 10.               | Principal   | 08′    |     |
| 11.               | Hohlflaut   | 08′    |     |
| 12.               | Gamba       | 08’    | (n) |
| 13.               | Octave      | 04′    |     |
| 14.               | Waldflöte   | 04′    |     |
| 15.               | Quinte      | 02 ⁄3′ |     |
| 16.               | Superoctave | 02′    | (n) |
| 17.               | Mixtur V    | 02’    | (n) |
| 18.               | Trompete    | 08′    | (n) |
|                   | Tremulant   |        |     |
|                   | Cymbelstern |        |     |

| III Schwellwerk C–g3 |                         |         |     |
| 19.                  | Bourdon                 | 16′     | (n) |
| 20.                  | Holzflöte               | 08′     |     |
| 21.                  | Viola                   | 08′     | (n) |
| 22.                  | Vox coelestis           | 08′     | (n) |
| 23.                  | Principal               | 04’     |     |
| 24.                  | Gemshorn                | 04’     |     |
| 25.                  | Quinte                  | 02 ⁄3′  | (n) |
| 26.                  | Nachthorn               | 02’     |     |
| 27.                  | Terz                    | 01 3⁄5′ | (n) |
| 28.                  | Harmonia aetheria III-V | 02 ⁄3′  | (n) |
| 29.                  | Fagott                  | 16’     | (n) |
| 30.                  | Trompette harmonique 0  | 08’     | (n) |
| 31.                  | Oboe                    | 08′     |     |
|                      | Tremulant               |         |     |

| Pedal C–f1 |                             |         |     |
| 32.        | Principalbass               | 16′     |     |
| 33.        | Subbass                     | 16′     |     |
| 34.        | Quintbass                   | 10 2⁄3′ |     |
| 35.        | Octavbass                   | 08′     |     |
|            | Gedacktbass (Ext. Nr. 33)   | 08′     |     |
| 36.        | Choralbass                  | 04′     |     |
|            | Kontraposaune (Ext. Nr. 37) | 32′     | (n) |
| 37.        | Posaune                     | 16′     |     |
|            | Trompete (Ext. Nr. 37)      | 08′     |     |
|            | Trompete (Ext. Nr. 37)      | 04′     |     |

- Koppeln:
  - mechanisch: I/II, I/P, II/P
  - elektrisch: III/I, III/II, III/P
- Spielhilfen: Setzeranlage
- Anmerkungen

(n) = neues Register (2020)
1. ↑  Steht auf einer eigenen Schleife, wird beim Ziehen der Mixtur aber automatisch mitgezogen.

## Glocken
Im Turm der St.-Mauritius-Kirche hängt ein siebenstimmiges Bronzeglockengeläut.
Es besteht aus zwei mittelalterlichen Glocken des Gießers Wilhelm Czun von 1458 und 1459 (die beiden kleinsten Glocken), aus vier Glocken des Gießers Packard/Annecy (1951) und einer Glocke aus dem Jahr 1958 von der Saarlouiser Glockengießerei in Saarlouis-Fraulautern, die von Karl (III) Otto von der Glockengießerei Otto in Bremen-Hemelingen und dem Saarländer Alois Riewer 1953 gegründet worden war. Diese Glocke ist die Pax-Christi-Glocke. Sie erklingt auf c′, hat einen Durchmesser von 1590 mm und wiegt 2450 kg.
| Nr. | Name               | Gussjahr | Glockengießer               | Durchmesser (mm) | Gewicht (kg) | Nominal | Inschrift |
| --- | ------------------ | -------- | --------------------------- | ---------------- | ------------ | ------- | --------- |
| 1   | Pax-Christi-Glocke | 1958     | Saarlouiser Glockengießerei | 1.590            | 2.450        | c1      |           |
| 2   |                    | 1951     | Packard (Annecy)            | 1.340            |              | es1     |           |
| 3   |                    | 1951     | Packard (Annecy)            | 1.190            |              | f1      |           |
| 4   |                    | 1951     | Packard (Annecy)            | 1.060            |              | g1      |           |
| 5   |                    | 1951     | Packard (Annecy)            | 890              |              | b1      |           |
| 6   |                    | 1458     | Wilhelm Czun                | 788              |              | c2      |           |
| 7   |                    | 1459     | Wilhelm Czun                |                  |              |         |           |